# Оулд, Стивен
Стивен Дэвид Оулд (англ. Steven David Old; 17 февраля 1986, Палмерстон-Норт, Новая Зеландия) — новозеландский футболист, защитник. Выступал за сборную Новой Зеландии.

## Клубная карьера
Оулд учился в университете Сент-Джонс в Нью-Йорке и два года играл там в футбол (конференция Big East). В 2005 году он вернулся в свою страну, перейдя в клуб «Манавату Юнайтед».
Вскоре он присоединился к клубу «Ньюкасл Юнайтед Джетс», где заменял Крейга Динса, который находился в США.
У него не было большой игровой практики, что привело к тому, что Оулд перешёл в «Веллингтон Феникс», который представлял Новую Зеландию в австралийской лиге. Он покинул A-лиги «Веллингтон Феникс» в конце сезона 2007/08.
22 января 2009 года Оулд стал тренироваться в шотландском клубе Премьер-лиги «Килмарнок», ожидая разрешения на работу, чтобы подписать контракт с командой. 30 марта 2009 года он подписал трёхлетний контракт с «Килмарноком» после получения его разрешения выступать за клуб.
В конце 2010 года Оулд на правах аренды присоединился к клубу «Кауденбит» и сыграл за него 4 матча. После аренды Оулд изо всех сил пытался пробиться в первую команду «Килмарнок». В мае 2011 года он покинул клуб.
В июле 2011 года Оулд отправился в предсезонный тур в Южную Африку с «Перт Глори» с целью заключения контракта с клубом A-лиги.
13 февраля 2012 Оулд перешёл в клуб Южной конференции «Бейзингсток Таун» без заключения договора после того, как он тренировался с ними в течение нескольких месяцев. Оулд дебютировал на следующий день против «Солсбери Сити».
Оулд присоединился к клубу «Саттон Юнайтед» в октябре 2012 года и дебютировал в домашней матче против «Челмсфорд Сити».
28 февраля 2013 года Стивен подписал контракт с клубом первой китайской лиги «Шицзячжуан Юнчан», заменив Владо Йекника, который получил травму за неделю до этого.
С китайской командой Оулд в целом провёл успешный сезон, а клуб завершил чемпионат в середине таблицы. Оулд забил в заключительном матче сезона в ворота «Яньбянь Уайт Тайгерс».
В 2014 году Оулд перебрался в Швецию в клуб «Юнгшиле».
13 ноября 2015 года он перешёл в «ГАИС». В преддверии сезона 2016 Оулд был назначен новым капитаном команды. За клуб забил 1 гол в 33 матчах чемпионата и летом 2017 года покинул его.
27 июля 2017 года Оулд присоединился к английскому клубу футбольной лиги 2 «Моркам» по одногодичному контракту при условии международного разрешения. Стивен выбрал номер 5.
2 июля 2020 года было объявлено, что Оулд покинул «Моркам», отклонив предложение о заключении ещё одного годичного контракта и вернулся в Шотландию, чтобы быть ближе к своей семье.
24 июля 2020 года клуб Лиги Лоуленд «Ист-Килбрайд» объявил о подписании контракта с Оулдом.

## Международная карьера
Оулд был капитаном сборной Новой Зеландии до 17 лет, а также сборных до 20 и до 23 лет. 29 мая 2004 года дебютировал за основную сборную Новой Зеландии в отборочном матче чемпионата мира 2006 года против Австралии. 19 февраля 2006 года Оулд забил свой первый гол за сборную в матче против Малайзии в Крайстчерче.
Оулд был включён в состав олимпийской сборной Новой Зеландии на летние Олимпийские игры 2008 в Пекине. Он сыграл в двух матчах против Китая и Бельгии. Оулд пропустил матч с Бразилией после дисквалификации за удаление в первой игре против Китая. Он входил в состав команды, которая выиграла Кубок наций ОФК 2008 года.
Оулд вошёл в состав сборной Новой Зеландии на Кубок конфедераций 2009. На турнире был запасным и на поле не вышел.
3 марта 2010 года Оулд был вызван в сборную Новой Зеландии на матч с Мексикой, чтобы заменить получившего травму капитана Райана Нелсена.